# Evangelische Kirche (Suchdol)

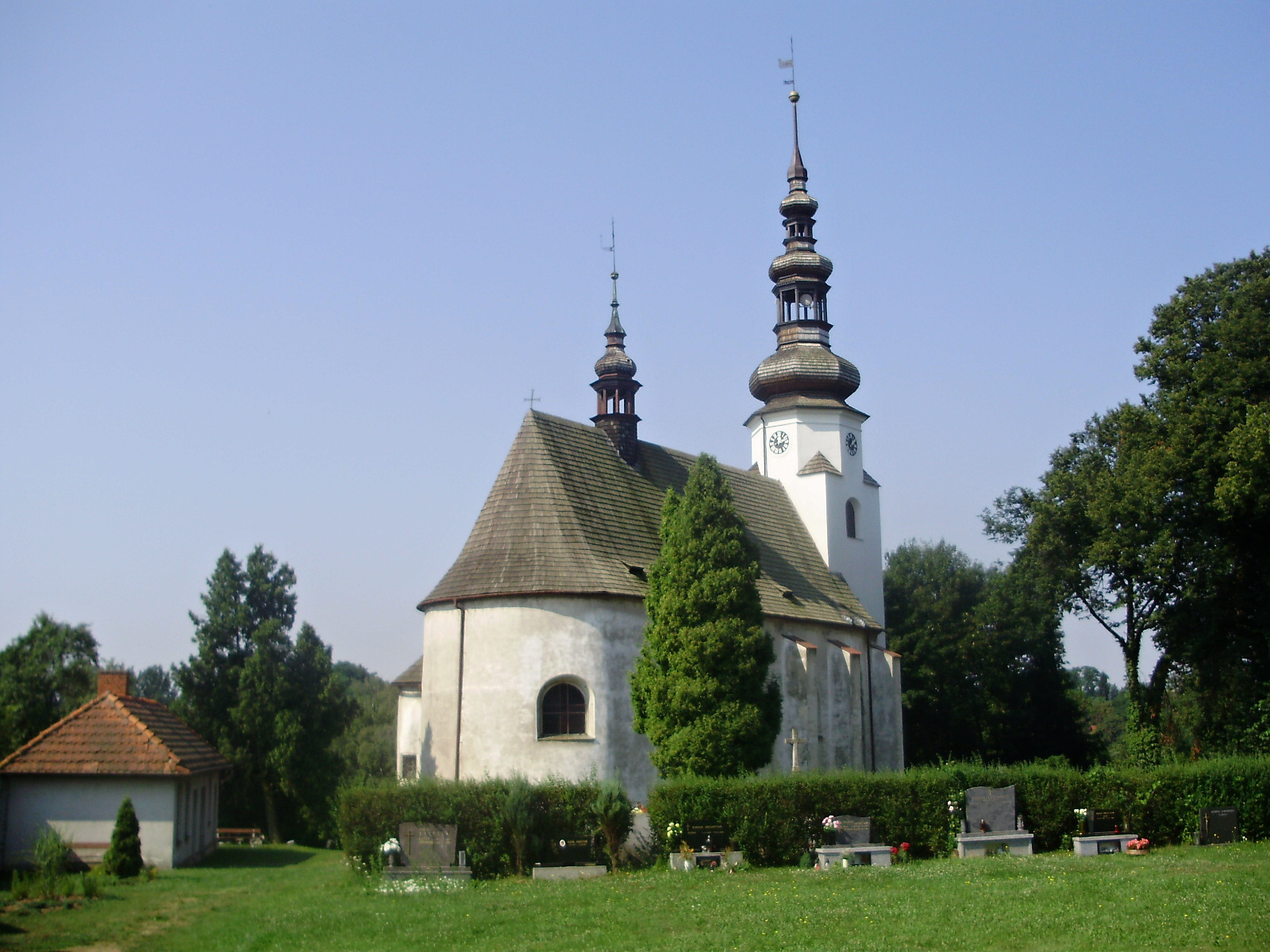
Dreifaltigkeitskirche Suchdol

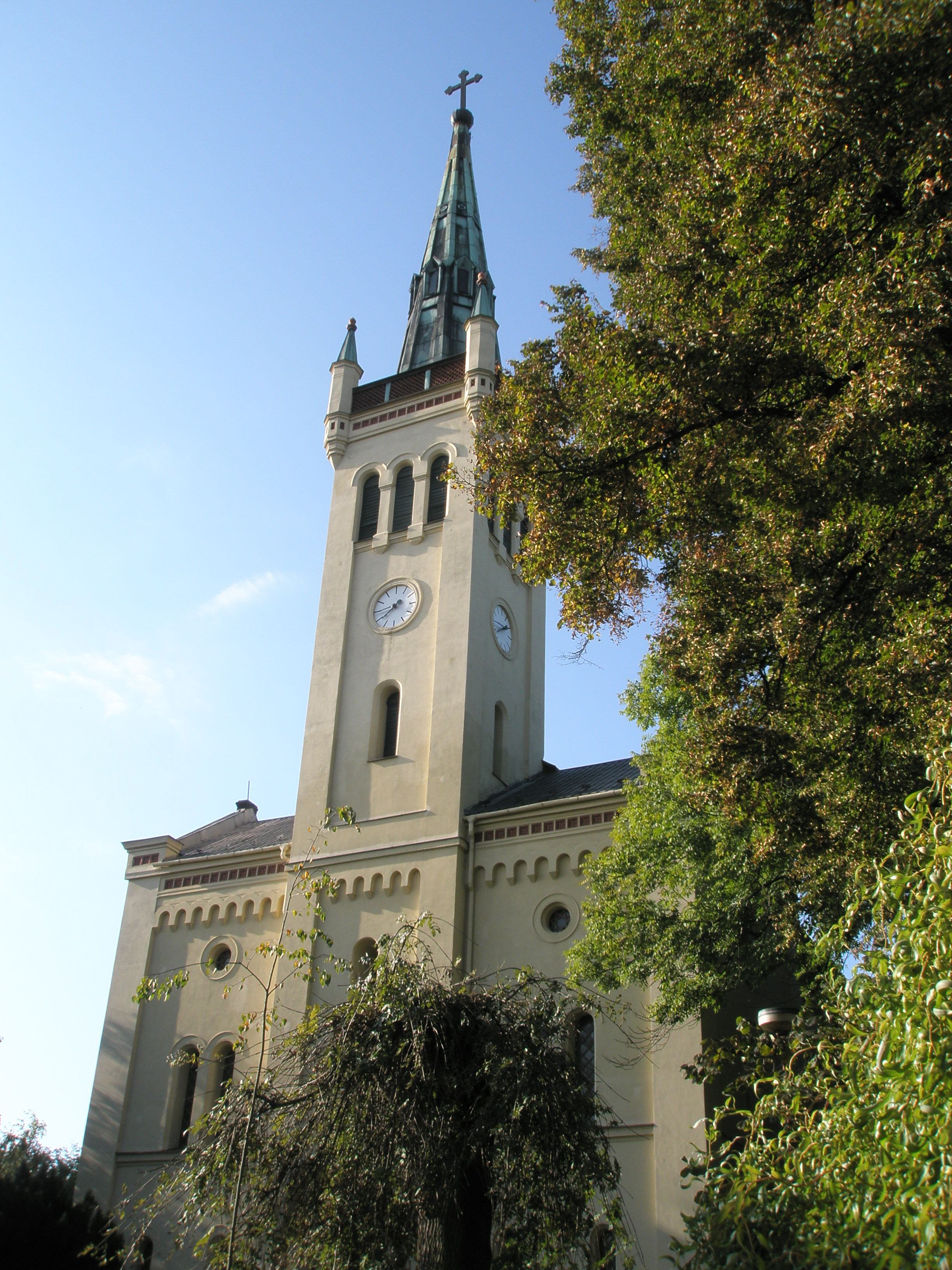
Evangelische Kirche Suchdol

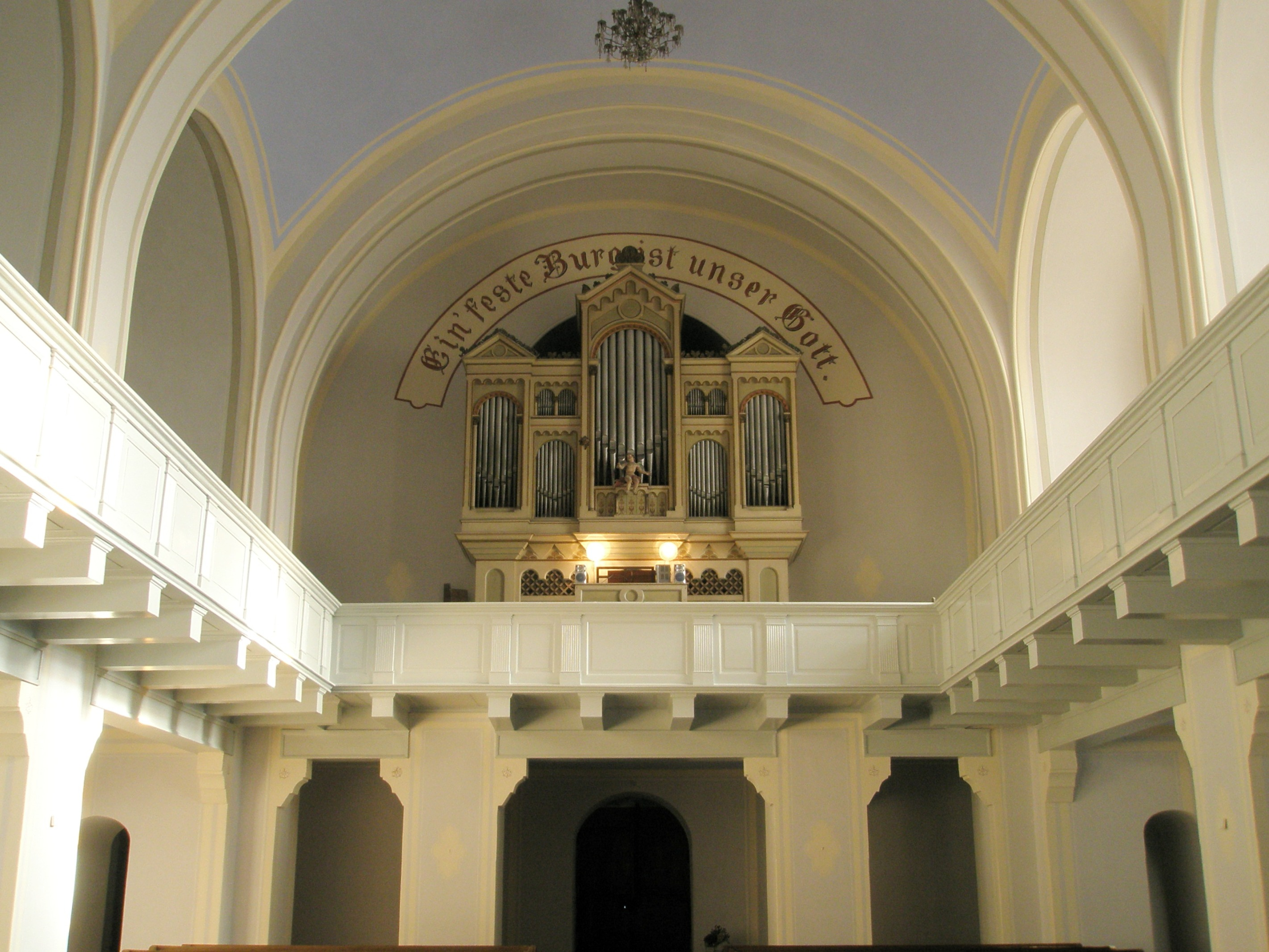
Innenraum zur Orgelempore

Die evangelische Kirche ist ein Kirchenbauwerk in Suchdol nad Odrou (deutsch Zauchtel), einer Stadt im Okres Nový Jičín in der Region Mährisch-Schlesien in Tschechien.

## Geschichte
Unter der Protektion des Grundherrn von Suchdol, Johann Balthasar von Czettritz, war der Ort um 1600 zu einem Mittelpunkt der deutschsprachigen Brüderbewegung geworden, 1604–1614 wurde die evangelische Dreifaltigkeitskirche errichtet. Ab 1622 wurde jedoch unter seinem Nachfolger Moritz von Redern die Gegenreformation durchgesetzt und die bisher evangelische Dreifaltigkeitskirche dem katholischen Ritus überlassen. Die evangelische Bevölkerung ging zum Teil in das Exil nach Sachsen oder verblieb als Kryptoprotestanten im Ort. Nach dem 1781 von Joseph II. erlassenen Toleranzpatent bekannten sich zwei Drittel der Einwohner von Suchdol als herrnhutisch, so dass bereits im darauffolgenden Jahr eine evangelische Gemeinde eingerichtet werden konnte. In den Jahren 1852 bis 1858 schließlich erhielt Suchdol seine evangelische Kirche. Der zunächst nach den Plänen des Baumeisters Appelt aus Bílsko begonnene Kirchenbau wurde schließlich durch den Wiener Architekten Ludwig von Förster überplant und nach seinem Entwurf vollendet.
Seit 1945 befindet sich die Kirche im Besitz der Evangelischen Kirche der Böhmischen Brüder. Mit finanzieller Unterstützung des Deutsch-Tschechischen Zukunftsfonds konnte 2010 eine Sanierung des Dachstuhls der Kirche vorgenommen werden. 2014 wurde im Emporengeschoss der renovierten Kirche die Bibliothek von Alfred Eckert (1934–2012) aufgestellt, die die Geschichte der deutschsprachigen Protestanten in den tschechischsprachigen Ländern dokumentiert.

## Architektur
Der in der Formensprache des Rundbogenstils errichtete Kirchenbau stellt eine Wandpfeilerkirche dar, dessen Mittelschiff mit Kuppelsegmenten (sogenannten Platzlgewölben) gedeckt ist. Der Kirchenraum besitzt eine umlaufende vorkragende Galerie. Der als rundbogiges Portal gestaltete Altar enthält ein Bild des Letzten Abendmahls. Über der Orgel ist in einem Schriftband das von Martin Luther verfasste Kirchenlied Ein feste Burg ist unser Gott zitiert.